# Le Trio de la Tamise
Ne doit pas être confondu avec Les Trois Jeunes Détectives.
 (septembre 2023).
Si vous disposez d'ouvrages ou d'articles de référence ou si vous connaissez des sites web de qualité traitant du thème abordé ici, merci de compléter l'article en donnant les références utiles à sa vérifiabilité et en les liant à la section « Notes et références ».
Le Trio de la Tamise (titre original : Pimlico Boys) est une série italienne de romans policiers pour la jeunesse écrite par Paul Dorval et parue en Italie de 1973 à 1980.
En France, la série a été publiée sous le nom d’auteur Edward Jones de 1981 à 1984 chez Hachette dans la collection Bibliothèque verte.

## Auteur
La série originale a été publiée en Italie par les éditions Mondadori sous le nom de Paul Dorval, pseudonyme derrière lequel se cache le journaliste Alessandro Cairoli.
Les éditions Hachette ont, quant à elles, publié la série originale sous le pseudonyme d'Edward Jones, choisi par l'auteur pour donner une consonance purement anglo-saxonne à l'auteur, les intrigues des romans ayant pour cadre l'Angleterre, et les personnages portant des noms anglais.

## Caractéristique de la série et personnages
L'action des romans du Trio de la Tamise se déroule le plus souvent à Londres en Angleterre (à l'exception de quelques titres ayant lieu en Italie) et mettent en scène trois adolescents londoniens : Dave (Coffy), Ted (Frizzy) et Cathy (Trudy), ainsi que le chien-loup de Cathy appelé Watson qui accompagne souvent le trio dans ses aventures. Ils forment une équipe de détectives en herbe et sont très utiles à la police qui est souvent débordée. Scotland Yard, qui les considère comme des auxiliaires bénévoles, leur a même octroyé un laissez-passer pour faciliter leurs enquêtes.
Ted et Cathy Cowley sont frère et sœur, tandis que le troisième membre de la bande, Dave, est un ami à eux. Ils habitent tous les trois à Londres.
Le style des romans ressemble à celui de la série américaine Les Trois Jeunes Détectives, mais contrairement à cette dernière, certains titres du Trio de la Tamise contiennent des éléments fantastiques ou surnaturels.
La série originale italienne I Pimlico Boys fait partie de la collection « Il Giallo dei ragazzi » (littéralement, Le Polar des garçons), et est publiée par Mondadori du début des années 1970 au début des années 1980.
Destinée à la jeunesse, cette collection regroupe d'autres séries policières, notamment des séries américaines comme les Hardy Boys, Nancy Drew (Alice en France), Les Trois Jeunes Détectives, séries qui ont également été publiées en France aux côtés du Trio de la Tamise dans la collection Bibliothèque verte.
Le terme de Pimlico Boys utilisé dans le titre original fait référence au quartier londonien de Pimlico.

## Titres de la série
La série originale italienne I Pimlico Boys compte dix-sept titres.
 
En France, seuls onze titres ont été édités.

### Mister AZ 201
- Titre original : Brivido al museo
- Année de publication (Italie) : 1973
- no 67 dans la collection Il Giallo dei ragazzi
- Année de publication (Bibliothèque verte) : 1983

### Ne touchez pas aux pur-sang
- Titre original : Banditi e Purosangue
- Année de publication (Italie) : 1973
- no 70 dans la collection Il Giallo dei ragazzi
- Année de publication (Bibliothèque verte) : mars 1983

### Le Canal 27 ne répond plus
- Titre original : Sulle onde del walkie talkie
- Année de publication (Italie) : 1973
- no 72 dans la collection Il Giallo dei ragazzi
- Année de publication (Bibliothèque verte) : 1984
- Traduction : Josette Gontier
- Illustrations : Charles Kraehn
- Résumé :

### Operazione controspionaggio
- Titre original : Operazione controspionaggio
- Année de publication (Italie) : 1974
- no 75 dans la collection Il Giallo dei ragazzi
- Année de publication en France : Inédit

### Dramma all'aeroporto
- Titre original : Dramma all'aeroporto
- Année de publication (Italie) : 1974
- no 81 dans la collection Il Giallo dei ragazzi
- Année de publication en France : Inédit

### I Pimlico Boys non perdonano
- Titre original : I Pimlico Boys non perdonano
- Année de publication (Italie) : 1975
- no 85 dans la collection Il Giallo dei ragazzi
- Année de publication en France : Inédit

### Des routiers peu sympa…
- Titre original : Le bande dei Tir
- Année de publication (Italie) : 1975
- no 88 dans la collection Il Giallo dei ragazzi
- Année de publication (Bibliothèque verte) : 1981
- Traduction : Josette Gontier
- Illustrations : François Dermaut
- Résumé :

### Panique sur Londres
- Titre original : Londra nel terrore
- Année de publication (Italie) : 1975
- no 94 dans la collection Il Giallo dei ragazzi
- Année de publication (Bibliothèque verte) : 1981

### Alerte à la bombe
- Titre original : I pirati dell'atomo
- Année de publication (Italie) : 1976
- no 99 dans la collection Il Giallo dei ragazzi
- Année de publication (Bibliothèque verte) : 1981

### La Secte des Condors
- Titre original : La setta dei Condor
- Année de publication (Italie) : 1976
- no 107 dans la collection Il Giallo dei ragazzi
- Année de publication (Bibliothèque verte) : 1981

### Les Hortensias maudits
- Titre original : Le ortensie maledette
- Année de publication (Italie) : 1976
- no 112 dans la collection Il Giallo dei ragazzi
- Année de publication (Bibliothèque verte) : 1981

### Les Frères Jumeaux
- Titre original : I ventiquattro parasoli
- Année de publication (Italie) : 1977
- no 116 dans la collection Il Giallo dei ragazzi
- Année de publication (Bibliothèque verte) : 1981
- Traduction : Lydie Mazzoni
- Illustrations : François Dermaut
- Résumé :

### Un drame au cirque
- Titre original : Cinque mosche assassine
- Année de publication (Italie) : 1977
- no 122 dans la collection Il Giallo dei ragazzi
- Année de publication (Bibliothèque verte) : 1982

### Le Rire qui tue
- Titre original : La morte che ride
- Année de publication (Italie) : 1978
- no 128 dans la collection Il Giallo dei ragazzi
- Année de publication (Bibliothèque verte) : 1982
- Traduction : Madeleine Juffé
- Illustrations : François Dermaut
- Résumé :

### Nell'occhio del mirino
- Titre original : Nell'occhio del mirino
- Année de publication (Italie) : 1978
- no 134 dans la collection Il Giallo dei ragazzi
- Année de publication en France : Inédit

### Il signore nero di Norfolk
- Titre original : Il signore nero di Norfolk
- Année de publication (Italie) : 1979
- no 140 dans la collection Il Giallo dei ragazzi
- Année de publication en France : Inédit

### La Fabbrica delle belve
- Titre original : La Fabbrica delle belve
- Année de publication (Italie) : 1980
- no 152 dans la collection Il Giallo dei ragazzi
- Année de publication en France : Inédit

### Articles généraux
- Liste des romans de la Bibliothèque verte et de la Bibliothèque rose par série

### Autres séries littéraires pour la jeunesse dans les années 1970 et 1980
- Fantômette
- Les Trois N
- Les Trois Jeunes Détectives
- Les 4 As
- Le Club des cinq
- Les Six Compagnons
- Le Clan des sept